# Joe Camic
Joseph J. Camic, detto Joe (Youngstown, 28 novembre 1922 – Duquesne, 3 aprile 2011), è stato un cestista statunitense, professionista nella NBL.

## Carriera
Giocò per tre stagioni nella NBL, disputando complessivamente 122 partite con 5,1 punti di media.